# Requiem for Billy the Kid (album)
Pour l’article homonyme, voir Requiem for Billy the Kid.
Albums de Claire Diterzi
Boucle
(2006) Tableau de chasse
(2008)
Requiem for Billy the Kid est le quatrième album solo de Claire Diterzi sorti le 27 janvier 2007 chez Naïve Records et constituant la bande originale du film homonyme d'Anne Feinsilber, Requiem for Billy the Kid.

## Écriture de l'album
Cet album a été écrit pour constituer la BOF de Requiem for Billy the Kid d'Anne Feinsilber, film-documentaire sur la vie de Billy the Kid, dont Arthur H réalise la voix-off.

## Titres de l'album
| 1.          | White Sands                             | 4 min 24 s |
| 2.          | No Good Guys                            | 2 min 40 s |
| 3.          | New Mexico Territory                    | 3 min 06 s |
| 4.          | Knockin' on Heaven's Door               | 3 min 52 s |
| 5.          | Ma vie était un festin                  | 1 min 21 s |
| 6.          | Bohemia                                 | 1 min 13 s |
| 7.          | Billy 7                                 | 2 min 50 s |
| 8.          | Ferrotype                               | 1 min 33 s |
| 9.          | Mort de Mcsween                         | 3 min 50 s |
| 10.         | The Late Billy                          | 1 min 57 s |
| 11.         | Cowboy Waltz                            | 1 min 44 s |
| 12.         | Steve in Car                            | 2 min 59 s |
| 13.         | Quien es                                | 2 min 50 s |
| 14.         | Cul de sac aux sources puantes (Wanted) | 1 min 05 s |
| 15.         | The Escape                              | 54 s       |
| 16.         | The Lincoln County War                  | 2 min 04 s |
| 17.         | Requiem des amis                        | 1 min 24 s |
| 18.         | Fort Sumner, 1881                       | 3 min 04 s |
| 19.         | My Heroes Have Always Been Cowboys      | 2 min 41 s |
| 45 min 31 s |                                         |            |

## Musiciens ayant participé à l'album
- Claire Diterzi, guitare et chant
- Christine Payeux, viole de gambe
- Sylvestre Perrusson, contrebasse
- Olive Perrusson, violon

## Réception critique
Dans Les Inrockuptibles, le critique souligne que cette BOF est faite de « fragilité et de sensualité dans un monde brut, mâle, hirsute » notant que l'option de Claire Diterzi a été d'utiliser des « silences laconiques » et des « travellings [sonores] contemplatifs » s'inspirant de l'approche de Ry Cooder pour Paris, Texas et de celle de Neil Young pour Dead Man plus que d'Ennio Morricone.